# Мисливці темряви
Мисливці темряви (англ. Darkhunters) — англійський фільм жахів 2004 року.

## Сюжет
Кажуть, що в житті можна точно розраховувати тільки на смерть. Чарльзу Джексону судилося переконатися, що це не так. Прокинувшись одного ранку, Чарлі розуміє, що він помер. Але, через безглузду помилку вищих сил, його душа застрягла в страшному коридорі між реальністю і небуттям, де панують люті слуги Сатани. Вони полюють за неприкаяними душами нещасних, роблячи їх рабами свого повелителя, і Чарлі готовий зробити все, щоб вони не встигли дістатися до нього. Єдина надія — таємничий Чорний Мисливець, який рятує бентежні душі, повертаючи їх у райську обитель. Але хто візьметься передбачити результат поєдинку воїнів світла і адептів тьми у світі, де обрані й прокляті однаково сильні?

## У ролях
- Домінік Пінон — Чарлі Джексон
- Сьюзан Патерно — Керол Міллер
- Ден ван Гузен — Джек
- Джефф Фейгі — містер Барлоу
- Азучена Дюран — Ізабелла
- Тіна Барнс — Джорджина
- Гарольд Гасньє — священик
- Сью Девіс — Ангел
- Ія Солоділова — Джессіка Джексон
- Джуліанна Вотлінґ — офіціантка
- Емі Картер — молода Керол
- Марк Ллойд — водій вантажівки
- Джон Раггетт — доктор Елліот
- Ернест Рієра — санітар
- Мігель Руз — санітар
- Гленн Коулман — школяр у вбиральні
- Метью Боладжер — Домінік
- Кріс Вілсон — Пітер
- Клер Пірс — мертвий друг